# Inbyn
Inbyn is een dorp binnen de Zweedse gemeente Boden. Het dorp is gesticht in de 15e eeuw door mensen die de rivier Skogsån optrokken. Het 4 kilometer lange dorp maakt deel uit van de streek Skattamark, waartoe ook Skogså, Ubbyn en Häggan behoren.

## Verkeer en vervoer
Bij de plaats loopt de Länsväg 356. Het dorp ligt op de kruising van de 356 en een regioweg.
Bestuurscentrum: Boden (tätort)
Tätort: Bodträskfors · Gunnarsbyn · Harads · Sävast · Unbyn · Vittjärv
Småort: Åbergstorp · Brännberg · Bredåker · Buddbyn · Degerbäcken · Lakaträsk · Österåker · Överstbyn · Skogså · Sörbyn · Svartbjörnsbyn · Svartlå
Overig: Abramsån · Åkerholmen · Aldernäs · Alträsk · Åskogen · Brobyn · Flarken · Forsnäs · Forsträskhed · Gemträsk · Gransjö · Heden · Hundsjö · Inbyn · Lassbyn · Lombäcken · Mjedsjön · Mockträsk · Nedre Flåsjön · Norra Svartbyn · Norriån · Notträsk · Övre Flåsjön · Råbäcken · Rågraven · Rasmyran · Rödingsträsk · Rörån · Sandträsk · Skogså · Storsand · Svartbäcken · Södra Harads · Valvträsk · Vändträsk · Vibbyn
Wijk Boden: Södra Svartbyn en Trångfors